# Коттонвуд (округ, Міннесота)
Шаблон:StateAbbr_ 44°01′ пн. ш. 95°11′ зх. д. / 44.01° пн. ш. 95.18° зх. д.
Округ Коттонвуд (англ. Cottonwood County) — округ (графство) у штаті Міннесота, США. Ідентифікатор округу 27033.

## Історія
Округ утворений 1857 року.

## Демографія
За даними перепису
2000 року
загальне населення округу становило 12167 осіб, зокрема міського населення було 4158, а сільського — 8009.
Серед мешканців округу чоловіків було 5912, а жінок — 6255. В окрузі було 4917 домогосподарств, 3341 родин, які мешкали в 5376 будинках.
Середній розмір родини становив 2,94.
Віковий розподіл населення поданий у таблиці:
| Стать    | До 15 років | 15-21 | 22-29 | 30-39 | 40-49 | 50-65 | 65-85 | Понад 85 |
| -------- | ----------- | ----- | ----- | ----- | ----- | ----- | ----- | -------- |
| Чоловіки | 1249        | 584   | 420   | 708   | 890   | 974   | 931   | 156      |
| Жінки    | 1199        | 509   | 398   | 706   | 863   | 978   | 1229  | 373      |

## Суміжні округи
- Редвуд — північ
- Браун — північний схід
- Ватонван — схід
- Джексон — південь
- Ноблс — південний захід
- Маррей — захід

## Виноски
1. ↑  US Decennial Census. US Census Bureau. Архів оригіналу за 26 квітня 2015. Процитовано 6 жовтня 2014.
2. ↑  Historical Census Browser. University of Virginia Library. Архів оригіналу за 11 серпня 2012. Процитовано 6 жовтня 2014.
3. ↑  Population of Counties by Decennial Census: 1900 to 1990. US Census Bureau. Архів оригіналу за 4 серпня 2014. Процитовано 6 жовтня 2014.
4. ↑  Census 2000 PHC-T-4. Ranking Tables for Counties: 1990 and 2000 (PDF). US Census Bureau. Архів оригіналу (PDF) за 18 грудня 2014. Процитовано 6 жовтня 2014.
5. ↑  State & County QuickFacts. Бюро перепису населення США. Архів оригіналу за 9 липня 2011. Процитовано 31 серпня 2013.(англ.) Наведено за англійською вікіпедією.
6. ↑  American FactFinder. Бюро перепису населення США. Архів оригіналу за 29 липня 2011. Процитовано 31 січня 2008.

| США | Це незавершена стаття з географії США. Ви можете допомогти проєкту, виправивши або дописавши її. |